# Batagur tuntong
Batagur tuntong (Batagur affinis), někdy také zvaný želva malajská, je kriticky ohrožený druh sladkovodní želvy. Ve volné přírodě Kambodži, Thajska, Indonésie a Malajsie se pravděpodobně vyskytují poslední dvě stovky jedinců. Populaci z velké části tvoří dospělí jedinci, kteří se navíc nacházejí dosti izolovaně.
Důvodem, proč je situace nejen tohoto druhu kritická, je kromě zhoršování stavu životního prostředí jako celku také častý lov na maso a rovněž pro zisk vajec. Samice batagurů zahrabávají svá vejce na písčitých plážích.
Jde o jeden z největších druhů sladkovodních želv, neboť dosahuje délky krunýře kolem 90 cm a váží až 50 kg. Klade až 30 vajec, která jsou inkubována po dobu 67–77 dní. Živí se rostlinami i drobnými bezobratlými živočichy žijícími ve vodě.

## Chov v zoo
Tento druh želvy je v Evropě chován pouze v Zoo Praha. V letech 2004 až 2005 bylo krátce chováno několik jedinců v další české zoo – Zoo Plzeň, respektive jejím detašovaném pracovišti AkvaTera v centru města. Nejprve přišlo deset batagurů, z nichž pětice ještě téhož roku putovala do Zoo Praha. Zbylých pět zvířat šlo do pražské zoo v roce 2005.

### Chov v Zoo Praha

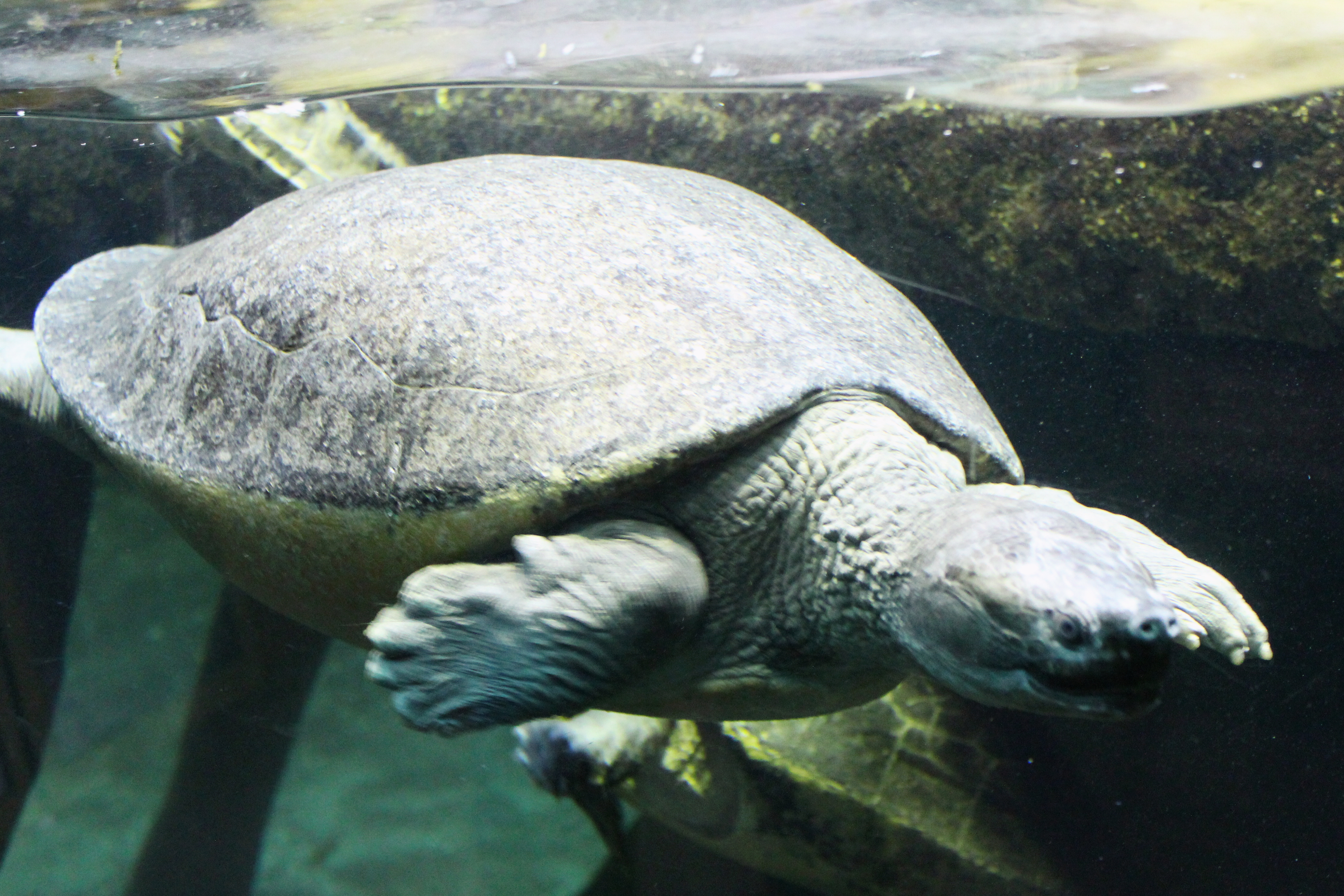
Batagur tuntong v pražské zoo

Historicky první zvíře tohoto druhu bylo v Zoo Praha chováno od září 1973 do června 1976. V novodobé historii pražské zoo jsou tyto vzácné želvy od roku 2004, kdy byly zabaveny ještě jako mláďata na pražském letišti poté, co sem byly propašovány. Následně prošly CITES centrem Zoo Praha a dostaly se do expozic tehdy nově vybudovaného pavilonu Indonéská džungle. V současnosti jsou k vidění v pavilonu Čambal, kde obývají jezírko společně s gaviály indickými. Když v roce 2013 zasáhla pražskou zoo povodeň, vynášení batagura z pavilonu gaviálů po částečném opadnutí vody se stalo jednou z nejtypičtějších fotek této události. Želvy přestály záplavy bez úhony, dokonce se v nich díky změnám hladiny podobně jako v přírodě podařilo „vyprovokovat“ námluvy.
Skupina sestává ze dvou samců a tří samic (březen 2018) a již je dospělá. Několik posledních let je vyvíjena snaha batagury rozmnožit. První kladení vajec proběhlo v roce 2009. V roce 2017 byla zatím ve vejcích mrtvá mláďata. Úspěchem bylo však již to, že byla vejce oplozená. První živé mládě se narodilo v dubnu 2019, a bylo tak prvním nejen v českých, ale i evropských zoo. V létě 2021 vystřídala batagury tuntong v expozici Čambal skupina devíti mimořádně vzácných jedinců příbuzného druhu batagur bengálský (Batagur baska). Želvy druhu batagur tuntong byly přesunuty do pavilonu Indonéská džungle.